# Szekeres csillagkép
A Szekeres (latin: Auriga) egy csillagkép.

## Története, mitológia

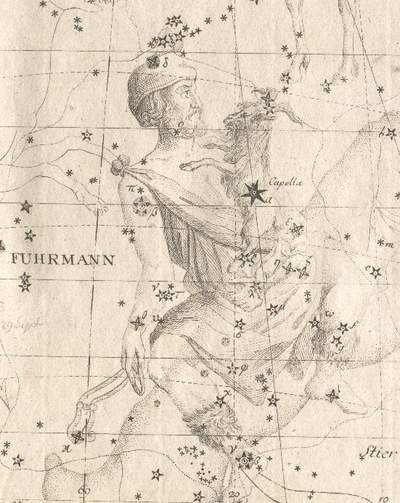
Az Auriga csillagkép

Mezopotámiában a csillagképet kocsihajtónak képzelték. A legkorábbi időktől úgy ábrázolták, hogy kecskét vagy kecskegidákat dajkál az ölében. Később azt tartották, hogy ez az Amalthea nevű kecske, amely a görög mítoszban Zeuszt (a római mitológiában Jupitert) szoptatta. Mások Erikthoniosz alakját vélték felfedezni a csillagképben, a Földanya és Héphaisztosz gyermekét. Erikthoniosz vezette be a négylovas kocsikat Athénban.
Egy másik értelmezés szerint a Fuvaros a balsorsú kocsihajtó, Mürtilosz égre vetített alakja. Oinomaosz király, a lovak nagy kedvelője, nem tudta elviselni a gondolatot, hogy lánya, Hippodameia (neve annyit tesz: „lószelídítő”) férjhez menjen. Ezért kocsiversenyt hirdetett a kérők számára, akiknek élete volt a tét. Oinomaosz apjától, Arésztól (Marstól) kapta az északi szélnél, a Boreasznál is sebesebb lovait. Ezek a csodálatos paripák legyőzhetetlenek voltak, a király így lánya valamennyi kérőjét megölte.
Amikor Hermész fia, Pelopsz lépett porondra, az istenek elhatározták, hogy megmentik. Poszeidón (Neptunus), a lovak ősi istene és a tengerek ura arany versenykocsit adott neki, amelyet szárnyas aranyparipák húztak. Győzelme érdekében Pelopsz ráadásul cselhez is folyamodott. Hüppodameia közreműködésével összebeszélt Mürtilosszal, Oinomaosz kocsihajtóval, hogy viaszutánzatokkal helyettesítse a kerékszegeket a király kocsijában. Pelopsz megígérte, ha a király elveszíti a versenyt, az ármányos kocsihajtóé lesz fele királysága, s őt illeti meg a királylánnyal töltendő nászéjszaka joga is. A verseny hevében a kilazult kerekek kirepültek Oinomaosz kocsijából, s a lovak addig vonszolták a királyt, amíg halálát nem lelte. Mielőtt kiadta volna lelkét, megátkozta Mürtiloszt.
A győzelmét ünneplő Pelopsz, Hüppodameia és Mürtilosz kihajtottak kocsijukon. Amikor megálltak falatozni, Mürtilosz azonnal el akarta venni jutalmát, Hippodameia azonban ellenállt. Pelopsz megverte a kéjsóvár kocsihajtót, majd fogta a gyeplőt, és hazafelé fordította a fogatot. A száguldó kocsiból egy hirtelen rúgással kilökte Mürtiloszt, aki menten szörnyethalt. Apja, Hermész, aki sohasem vetette meg a ravasz csínytevéseket, a csillagok közé helyezte a kocsihajtót.
A fő csillag neve a régi mondára emlékeztet, amely szerint Amalthea, a kecske nevelte fel a fiatal Zeuszt. Szarva (a bőségszaru) később Fortunáé, a szerencse istennőjéé lett. Ez a történet egy jóslattal van összefüggésben, amelyet valamikor Kronosz kapott. Eszerint Kronoszt saját gyermeke fogja letaszítani uralkodói trónjáról, sőt meg is fogja ölni. Ezért Kronosz valamennyi gyermekét hamarosan a születésük után elnyelte. Zeusz születése után anyja, Rhea a férjének egy begöngyölt követ adott, mintha az a fia volna. Rhea Zeuszt Kréta szigetén, az Ida-hegyen rejtette el. A barlang előtt papok jártak pokoli és lármás táncot, hogy Kronosz meg ne hallja a fia sírását. Azonban a kecskét, Amaltheát, amely Zeuszt táplálta „csillagosították”. Így jött létre ez a sajátságos kapcsolat a Capella csillag és a Fuvaros csillagkép között.

## Látnivalók

### Csillagok
- α Aurigae – latinul Capella (kecskegödölye (=nőstény kecske ivarérésig)). Ritkábban olvasható óarab neve, Alhajot, ami „kecskét” jelent.:[1] 0,08 magnitúdós sárga óriás (G5III + G0III), 42 fényév távolságra van a Földtől, az égbolt 6. legfényesebb csillaga, fényereje 160-szor akkora, mint a Napé. Ez az objektum szoros, csak színképi úton kimutatható spektroszkópiai kettős, a hasonló csillagok egyik leghíresebbike.
- ß Aur – arabul Menkalinan (a szekeres háta vagy a kocsihajtó bal válla[2]): szinte észrevétlen amplitúdóval 1m,9 – 2m között változtatja a fényességét. Színképosztálya A2IV, távolsága 82 fényév.
- ε Aur – arabul Al Maaz: Algol típusú fedési kettőscsillag, a főcsillag fénye 3m,0-ról 3,8m-ra csökken, amikor 27 évenként elhalad előtte egy nála sötétebb kísérő. A jelenleg ismert leghosszabb periódusú fedési változó. Felmerült az a lehetőség, hogy a kísérő csillag maga is egy szoros kettős.
- ζ Aurigae – Fedési változó, amelyben egy sárga óriást 2,7 évenként megkerül egy kisebb kék csillag. A 40 napos fogyatkozási periódus alatt a rendszer fényessége 3,7 magnitúdóról 4,0-ra csökken.
- θ Aur – Színképosztálya A0III + G2V, látszó fényessége 2,65, távolsága 170 fényév. Háromszoros rendszer.
- ι Aur – arabul Hassaleh, színképosztálya K3II, látszó fényessége 2,69, távolsága 510 fényév.

Az α Aur (Capella), β Aur, θ Aur, ι Aur és ε Aur formázza a Szekeres fejét, a β Aur, δ Aur, és α Aur a hegyes sapkáját, amelynek a δ Aur a csúcsa, végül az α Aur, ε Aur, ζ Aur, és η Aur alkotja a Szekeres orrát.

### Mélyégobjektumok

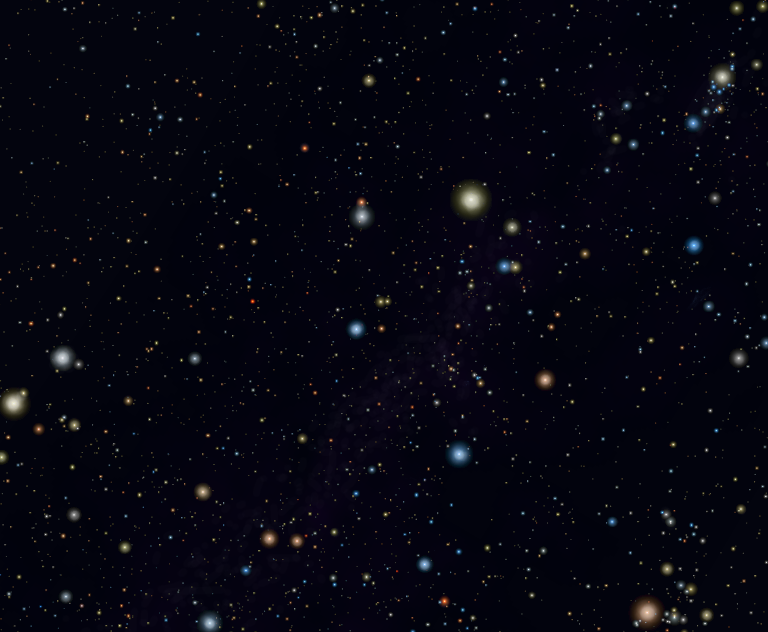
A Szekeres csillagkép

- M36 (NGC 1960) nyílthalmaz, binokulárral érdemes tanulmányozni
- M37 (NGC 2099) nyílthalmaz, 4400 fényév távolságra van tőlünk, binokulárral érdemes tanulmányozni
- M38 (NGC 1912) nyílthalmaz, binokulárral érdemes tanulmányozni
- IC 405, Diffúz köd

## Fordítás
- Ez a szócikk részben vagy egészben  az   Auriga (constellation) című angol Wikipédia-szócikk fordításán alapul.  Az eredeti cikk szerkesztőit annak laptörténete sorolja fel. Ez a jelzés csupán a megfogalmazás eredetét és a szerzői jogokat jelzi, nem szolgál a cikkben szereplő információk forrásmegjelöléseként.

## Külső hivatkozások
- Szekeres csillagkép, képek és jellemzés